# Павлов, Анатолий Васильевич
Анатолий Васильевич Павлов (10 июня 1921, дер. Котяги, Псковская губерния — 6 апреля 1984, Ленинград) — советский оператор, фронтовой кинооператор киногруппы 1-го Украинского фронта, после войны — режиссёр-оператор Ленинградской студии кинохроники.

## Биография
Родился в 1921 году в деревне Котяги, ныне Красногорского района Псковской области.
В 1941 году окончил операторский факультет ВГИКа.
Во время Великой Отечественной войны, в РККА с 1942 года, с марта 1943 по сентябрь 1945 — фронтовой кинооператор: ассистент оператора, оператор в киногруппе 1-го Украинского фронта. Его фронтовые съемки вошли в фильмы «Битва за нашу Советскую Украину», «Сражение за Тернополь» и др. 
В составе киногруппы провёл киносъёмку освобождённых Красной Армией узников Освенцима, кадры вошли в документальный фильм «Освенцим».
Награждён орденами Красной Звезды (1944) и Отечественной войны II степени (1985).
С октября 1945 — оператор Ленинградской студии кинохроники, где как кинооператор и режиссёр-оператор снял около 30 документальных фильмов, более 300 сюжетов для кинолетописи и киножурналов: «Новости дня», «Наш край», «Северный киножурнал», «Ленинградский киножурнал», «Ленинградская кинохроника» и другие.
Член КПСС с 1956 года. Член Союза кинематографистов СССР с 1958 года.
Умер в 1984 году в Ленинграде.